# Canton d'Allonnes (Maine-et-Loire)
Pour les articles homonymes, voir Canton d'Allonnes.
Le canton d'Allonnes est une ancienne division administrative française située dans le département de Maine-et-Loire et la région Pays de la Loire.
Il disparait aux élections cantonales de mars 2015, réorganisées par le redécoupage cantonal de 2014.

## Composition
Le canton d'Allonnes groupe sept communes. Il compte 12 352 habitants (population municipale) au 1er janvier 2012.
| Nom                  | Code Insee | Intercommunalité       | Population (dernière pop. légale) |
| -------------------- | ---------- | ---------------------- | --------------------------------- |
| Allonnes (chef-lieu) | 49002      | CA Saumur Val de Loire | 3 009 (2014)                      |
| Brain-sur-Allonnes   | 49041      | CA Saumur Val de Loire | 1 981 (2014)                      |
| La Breille-les-Pins  | 49045      | CA Saumur Val de Loire | 592 (2014)                        |
| Neuillé              | 49224      | CA Saumur Val de Loire | 992 (2014)                        |
| Varennes-sur-Loire   | 49361      | CA Saumur Val de Loire | 1 866 (2014)                      |
| Villebernier         | 49374      | CA Saumur Val de Loire | 1 501 (2014)                      |
| Vivy                 | 49378      | CA Saumur Val de Loire | 2 555 (2014)                      |

## Géographie
Situé en rive droite de la Loire, ce canton est organisé autour d'Allonnes dans l'arrondissement de Saumur. Sa superficie est de plus de 166 km2 (16 652 hectares), et son altitude varie de 20 mètres (Vivy) à 118 mètres (La Breille-les-Pins), pour une altitude moyenne de 44 mètres.
| Nom de la commune   | Surface (ha) | Alt. mini (m) | Alt. maxi (m) |
| ------------------- | ------------ | ------------- | ------------- |
| Allonnes            | 3 633        | 23            | 110           |
| Brain-sur-Allonnes  | 3 332        | 23            | 111           |
| La Breille-les-Pins | 2 757        | 55            | 118           |
| Neuillé             | 1 356        | 27            | 111           |
| Varennes-sur-Loire  | 2 266        | 23            | 32            |
| Villebernier        | 991          | 23            | 32            |
| Vivy                | 2 317        | 20            | 47            |

## Histoire
- En 1790, Allonnes fait partie du canton de Villebernier, en l'an III du canton de Brain, avant de devenir chef-lieu de canton en 1800 ; canton qui comprenait les communes de d'Allonnes, Brain, Neuillé, Varennes et Vivy[4].

- En 1804, il s'intitule « canton de Saumur Nord-Est » et est composé des communes d'Allonnes, Brain-sur-Allonnes, La Breille-les-Pins, Neuillé, Saumur Nord-Est, Varennes-sur-Loire, Villebernier et Vivy. Séparé de la ville de Saumur en 1963 (arrêté du ministre de l'Intérieur du 30 mai 1963), il se constitue définitivement et prend pour nom « canton d'Allonnes »[5].

- De 1833 à 1848, les cantons de Saumur Nord-Ouest et de Saumur Nord-Est avaient le même conseiller général. Le nombre de conseillers généraux était limité à 30 par département[6].

- Dans le cadre de la réforme territoriale, un nouveau découpage territorial pour le département de Maine-et-Loire est défini par le décret du 26 février 2014. Le canton d'Allonnes disparait aux élections cantonales de mars 2015[1].

## Administration

### Conseillers d'arrondissement de Saumur-Nord-Est (de 1833 à 1940)
| Période                                  | Période      | Identité                                   | Étiquette | Qualité |
| ---------------------------------------- | ------------ | ------------------------------------------ | --------- | --- |
| 1833                                     | 1834 (décès) | Pierre Joseph François Bruneau (1774-1834) |           | Notaire, ancien maire (1818-1832) de Varennes-sur-Loire                                                     |
| 1834                                     | 1848         | Joseph Claude Bonnemère (1776-1855)        |           | Ingénieur des Ponts et Chaussées, aire de Varennes-sur-Loire (1832-1848)                                    |
|                                          |              |                                            |           | |
| 1919                                     | 1925         | Maurice Claude Tabaraud                    |           | Docteur en médecine à Saumur                                                                                |
| 1925                                     | 1929 (décès) | André Combier                              |           | Industriel à Saumur, maire de Villebernier                                                                  |
| 1929                                     | 1937         | Alcide Mitonneau                           | Radical   | Maire de Brain-sur-Allonnes                                                                                 |
| 1937                                     | 1940         | Clément Rétif                              | URD       | Cultivateur, maire de Vivy                                                                                  |
| 1940                                     |              |                                            |           | Les conseils d'arrondissement ont été suspendus par la loi du 12 octobre 1940 et n'ont jamais été réactivés |
| Les données manquantes sont à compléter. |              |                                            |           | |

### Conseillers généraux du canton de Saumur-Nord-Est de 1833 à 1963
| Période | Période              | Identité                         | Étiquette    | Qualité                                                                          |
| ------- | -------------------- | -------------------------------- | ------------ | -------------------------------------------------------------------------------- |
| 1833    | 1833 (non acceptant) | Guillaume Papin-Miet             |              | Professeur, maire de Saint-Hilaire-Saint-Florent                                 |
| 1833    | 1839                 | Jacques-Clément Targé-Bonnemère  |              | Propriétaire à Louerre                                                           |
| 1839    | 1843 (démission)     | Charles Daniel Dupuis            |              | Ancien colonel de la Garde nationale Propriétaire à Saumur                       |
| 1843    | 1852                 | François Arrault                 |              | Juge de paix à Saumur                                                            |
| 1852    | 1855                 | Zéphir Boutin-Bruneau            |              |                                                                                  |
| 1855    | 1856 (décès)         | Guillaume Charles Budan de Russé |              | Ancien capitaine de cavalerie Propriétaire du château de la Godinière à Allonnes |
| 1857    | 1869 (démission)     | Jean Courtiller                  |              | Conseiller honoraire à la Cour d'Angers                                          |
| 1869    | 1889 (démission)     | Charles Bruas                    | Droite       | Maire de Brain-sur-Allonnes                                                      |
| 1889    | 1892                 | Albert Bruas                     | Droite       | Avocat                                                                           |
| 1892    | 1911 (décès)         | Albert Pottier                   | Conservateur | Président du comice agricole Maire d'Allonnes                                    |
| 1911    | 1927 (décès)         | Eugène Milsonneau (1866-1927)    | Rad.         | Notaire à Saumur, propriétaire à Brain-sur-Allonnes                              |
| 1927    | 1940                 | Léopold Méfray                   | Rad.         | Maire d'Allonnes (1925-1953) Nommé conseiller départemental en 1943              |
|         |                      |                                  |              |                                                                                  |
| 1945    | 1955                 | Jean Leménach (1910-1987)        | DVD          | Directeur commercial à Saumur                                                    |
| 1955    | 1963                 | Amédée Ossant (1912-2002)        | DVD          | Garagiste Maire d'Allonnes (1953-1983)                                           |

### Conseillers généraux du canton d'Allonnes de 1963 à 2015
Le canton d'Allonnes est la circonscription électorale servant à l'élection des conseillers généraux, membres du conseil général de Maine-et-Loire.
| Période | Période      | Identité                 | Étiquette          | Qualité                              |
| ------- | ------------ | ------------------------ | ------------------ | ------------------------------------ |
| 1963    | 1979         | Amédée Ossant            | DVD                | Maire d'Allonnes (1953-1983)         |
| 1979    | 1992         | Pierre Constantin        | UDF                | Deuxième adjoint au maire de Saumur  |
| 1992    | 1994 (décès) | Armand Goyet (1930-1994) | DVG                | Maire de La Breille-les-Pins         |
| 1994    | 2011         | Allain Richard           | SE (Centre gauche) | Pharmacien Maire de Vivy (2001-2008) |
| 2011    | mars 2015    | Guy Bertin               | DVD                | Professeur Maire de Neuillé (2001- ) |

### Résultats électoraux détaillés
- Élections cantonales de 2004 : Allain Richard (Divers) est élu au 1er tour avec 61,72 % des suffrages exprimés, devant Bernard Robert (PCF) (16,54 %) et J.Pierre Lyoen (FN) (14,81 %). Le taux de participation est de 56,65 % (4 521 votants sur 7 980 inscrits)[14].
- Élections cantonales de 2011 : Guy Bertin (Divers droite) est élu au 2e tour avec 76,12 % des suffrages exprimés, devant Marie Paugham (FN) (23,88 %). Le taux de participation est de 45,28 % (3 752 votants sur 8 287 inscrits)[15].

## Démographie
| 1982   | 1990   | 1999   | 2006   | 2011   | 2012   |
| ------ | ------ | ------ | ------ | ------ | ------ |
| 10 080 | 10 542 | 10 686 | 11 429 | 12 364 | 12 352 |

## Économie
Sur 844 établissements présents sur la commune à fin 2009, 34 % relevaient du secteur de l'agriculture (pour 18 % sur l'ensemble du département), 6 % relevaient du secteur de l'industrie, 12 % du secteur de la construction, 38 % du secteur du commerce et des services (pour 52 % sur le département) et 9 % de celui de l'administration et de la santé.